# Ester Tuiksoo
Ester Tuiksoo (ur. 5 marca 1965 w Põlva) – estońska ekonomistka i polityk, była minister rolnictwa.

## Życiorys
W 1990 ukończyła studia ekonomiczne na Uniwersytecie w Tartu. Od 1983 pracowała w organizacji konsumenckiej w miejscowości Põlva, od 1990 na kierowniczych stanowiskach (dyrektora departamentu). W 1997 została przewodniczącą izby rolno-handlowej, od 2001 do 2004 stała na jej czele. 5 kwietnia 2007 objęła urząd ministra rolnictwa w rządzie Juhana Partsa, utrzymała je także w pierwszym gabinecie Andrusa Ansipa.
Z rządu odeszła po wyborach w 2007, w których uzyskała mandat posłanki do Riigikogu XI kadencji z ramienia Estońskiego Związku Ludowego. W tym samym roku po rezygnacji Villu Reiljana krótko pełniła obowiązki przewodniczącego tego partii (zastąpił ją Jaanus Marrandi). W 2011 uzyskała reelekcję na XII kadencję parlamentu z listy Partii Centrum. W 2013 została skazana na karę pozbawienia wolności z warunkowym zawieszeniem jej wykonania za przestępstwa korupcyjne.

## Odznaczenia
- Order Gwiazdy Białej III klasy (2006, odebrano w 2014)[3]